# Sertularella conella
Sertularella conella är en nässeldjursart som beskrevs av Eberhard Stechow 1920. Sertularella conella ingår i släktet Sertularella och familjen Sertulariidae. Inga underarter finns listade i Catalogue of Life.